# Тариф на лунный свет (фильм)
«Тариф на лунный свет» (нем. Mondscheintarif) — немецкая романтическая комедия 2001 года по одноименному роману Ильдико фон Кюрти.

## Сюжет
Кора Хюбш отдыхала на море, после чего у неё возник острый приступ цистита. Она вынуждена посещать туалет с завидной регулярностью. Пора посетить врача. Её принимает новый врач Даниель Хофман. Она столь поражена внешностью нового знакомого, что не в силах признаться в своем постыдном, как ей кажется, недуге. Но больше к нему на прием Коре попасть не удается и его телефон ей не дают.
Следующая встреча происходит при весьма пикантных обстоятельствах. Отправившись на похороны, Кора, мучимая циститом, решает уединиться между надгробиями, тут её и застаёт Даниель. Спустя некоторое время, преодолев чувство стыда, она подходит к Даниелю и с ходу вручает ему свой номер телефона. И действительно, через некоторое время он звонит… подруге Коры, с перепугу она вручила ему номер своей подруги. Спустя три дня, не считая выходных, соблюдая все законы женского флирта, Кора звонит Даниелю и назначает ему первое свидание. Поначалу все складывается не лучшим образом, но потом все выходит как нельзя лучше. Даниель назначает второе свидание.
На втором свидании дело почти доходит до секса, но помня заветы своей бабушки Кора сбегает, выдумав не самую лучшую отговорку. Она сообщает, что её бабушка сломала бедро. Будучи врачом, Даниель решает принять самое деятельное участие в судьбе бабушкиного бедра. В результате ей приходится сознаться, что бабушка два года как умерла. На несколько дней Даниель исчезает, Кора звонит ему в дверной звонок и убегает, подсылает ему пластинки, пытается, как бы случайно, встретиться, и когда она уже совсем отчаялась, Даниель находит её и назначает свидание.
На этот раз все заканчивается сексом. Это лучшая ночь Коры. Она хочет сохранить ощущения этой ночи и сбегает оставив записку. После этого Даниель не звонит, а она не может ему позвонить, это нарушение дамского этикета. В конце концов она решает, что Даниель её бросил. В ознаменование новой жизни Кора решает выбросить засохшую рождественскую ёлку. Посреди ночи она отправляется на свалку. По дороге ей попадается Дэниель со своей старой подругой Кармен Козловски. Все кончено, он предпочел другую.
Наплевав на все правила, Кора отправляется прямо домой к Даниелю. Её бунт заканчивается самым лучшим образом, Кармен оказывается сестрой Даниеля, он не звонил, потому что после побега Коры решил, что он для неё ничего не значит. Они вместе отправляются в отпуск.

## В ролях
| Актёр              | Роль              |
| ------------------ | ----------------- |
| Грушенька Стивенс  | Кора Хюбш         |
| Тим Бергманн       | Даниель Хофман    |
| Ясмина Табатабай   | Джоанна Йо        |
| Беттина Циммерманн | Кармен Кословски  |
| Сабине Уриг        | Фрау Цапка        |
| Reamonn            | в роли самих себя |

## Номинации
- 2001 — Каирский международный кинофестиваль — Золотая пирамида — Ральф Хюттнер
- 2001 — Film+ — Лучший монтаж — Хорст Рейтер